# Jašek sv. Katarine
Jašek sv. Katarine (tudi Katarinin jašek, Knežji kop, Fürstenbau) je nekdanji rudniški jašek rudnika živega srebra Idrija v lasti avstrijskega nadvojvode. Stal je v današnjem mestnem središču. O rudniškemu jašku je malo znanega.

## Ozadje in organizacija
Živo srebro se je na območju Idrije odkrilo okrog leta 1490, rudarili pa sta ga koroška in čedadsko-beneška rudarska družba. Ob podelitvi rudarskih pravic nemški rudkopni družbi »Gospodje in združbe novega rudnika pri sv. Ahacu« si je deželni knez Maksimiljan I. Habsburški pridržal pravico do odprtja lastnega kopa. Do leta 1516, ko je s funkcije odstopil dotedanji rudarski sodnik Viljem Neumann, je knez svojo pravico izvršil, verjetno leta 1509. Kop je bil dobro opremljen in močno razširjen. Po navedbah Ivana Mohoriča, raziskovalca lokalne zgodovine, ta ni prinesel večjih uspehov, nasprotno pa trdi Mihael Arko, pisec Zgodovine Idrije, ki je zapisal, da je leta 1516 kopu pripadalo več stvab, rovov, topilnic, gozdov in posestev.
Zaradi finančne izčrpanosti po vojni z Beneško republiko ter turških vpadov je leta 1516 moral deželni knez opustiti rudarjenje, Knežji kop s pripadajočo infrastrukturo pa je zastavil za 32.000 florintov. Z izkupičkom od prodaje je hotel odplačati dolg Ahacijevi rudokopni družbi, vendar ta na to ni pristala, bodisi zaradi zadostnega odkopnega prostora bodisi zaradi pomanjkanja finančnih sredstev.  Ponudbo je neuspešno ponovil Maksimiljanov naslednik Ferdinand I. Habsburški. Del knežjega rudnika je nato okoli leta 1520 odkupila Katarinina združba v lastništvu Ortenburžanov, Auerspergov, Sigmunda Lamberga, Bernharda Clesa in Krištofa Ravbarja. Dejavnosti združbe je nadzoroval rudarski sodnik. Leta 1528 je bil upravitelj združbe Joahim Nef, poseben predstavnik pri rudarskemu sodniku pa je bil leta 1534 Viljem Rožen, kasneje pa je rudnik upravljala le ena oseba (s pomočjo knjigovodje).
Leta 1523 (ali 1522) je cesar Ferdinand I. odprl jašek sv. Jurija ob Nikovi, vodotoku, ki teče skozi center mesta, ter starem šolskem poslopju (Stari šoli). Po navedbah Mohoriča se je ta kop imenoval Fürstenbau in je bil v lasti komore. Vhod v jašek je stal nižje od jaška sv. Ahacija. Leta 1523 je nadvojvoda Ferdinand vse naprave Fürstenbaua izročil združbi lastnikov de Salamanca, Ortenburžanov in Johanesa Castra. To novo združbo je za štiri leta oprostil rudarskega davka in pripadajoče desetine. Obe družbi v idrijskem rudišču sta se dogovorili, da bosta živo srebro prodajali izključno skupno.
Vzhodno od jaška je bila leta 1622 postavljena tedanja župnijska cerkev sv. Barbare. Leta 1682 so jašek skupaj z jaškom sv. Jurija opustili. Po zaprtju jaška se je na lokaciji nekdanjega jaška razvilo stanovanjsko poslopje (današnji naslov Mestni trg 16), ki je bilo v 19. stoletju tudi domovanje slikarja Jurija Tavčarja.